# Unsere kleine Farm
Unsere kleine Farm (Originaltitel: Little House on the Prairie, ab 1982 Little House: A New Beginning) ist eine US-amerikanische Fernsehserie in Anlehnung an die gleichnamige autobiografische Buchserie von Laura Ingalls Wilder.
Von Herbst 1974 bis Ende 1983 wurden insgesamt 204 Folgen à ca. 45 Minuten produziert, von denen einige zusammenhängende Doppelfolgen Fernsehfilme à 90 Minuten ergeben. Der auftraggebende Fernsehsender war NBC. In den Hauptrollen sind Michael Landon als Charles Ingalls, Karen Grassle als Caroline Ingalls, Melissa Gilbert als Laura Ingalls und Melissa Sue Anderson als Mary Ingalls zu sehen.
Die Fernsehserie basiert nur lose auf den von Laura Ingalls in den Tagebüchern festgehaltenen Ereignissen und weicht in einigen Punkten auch von der veröffentlichten Buchvorlage ab. So wurden zahlreiche Figuren oder Ereignisse erfunden und hinzugefügt.

## Inhalt und Hintergrund
Beschrieben wird das Leben einer US-amerikanischen Farmersfamilie, in der Laura Ingalls zusammen mit ihren Schwestern Mary, Carrie und Grace im späten 19. Jahrhundert aufwächst. Familienvater Charles ist ein hilfsbereiter und gottesfürchtiger Mann, der mit viel Liebe, aber auch mit Autorität und Strenge seiner tugendhaften Familie vorsteht.
Im Pilotfilm wird der Auszug der Familie Ingalls vom waldreichen Wisconsin nach Kansas beschrieben, wo sie inmitten des Indianerterritoriums Mr. Edwards kennenlernen. Dieser hilft ihnen beim Bau ihres Hauses und wird ein guter Freund der Familie. Besonders eng freundet er sich mit Laura an. Dort trifft die Familie auch erstmals auf Indianer, die ihnen freundlich gesinnt sind. Nachdem die Regierung das Gebiet, in dem sich das Haus der Ingalls befindet, den Indianern als Reservat zugesprochen hat, ziehen Mr. Edwards und die Ingalls auf getrennten Wegen weiter.
Die Serie beginnt mit der Niederlassung der Familie Ingalls in Minnesota, wo sie am Plum Creek in der Nähe des kleinen Ortes Walnut Grove eine kleine verfallene Farm, eben die „kleine Farm“, erwirbt. Die Hauptfigur ist Laura Ingalls, die auch als Erzählerin fungiert. Die Serie handelt von der Härte des Landlebens und der Möglichkeit, ihr mit Fleiß, Durchhaltevermögen, Tugend, Ehrlichkeit, Bescheidenheit, christlichem Gottvertrauen und familiärem Zusammenhalt zu begegnen.
Daneben werden auch heute noch aktuelle Probleme wie Rassismus, Drogen- und Alkoholmissbrauch sowie Intoleranz angesprochen. Dem christlichen Glauben wird in der Serie zeit- und ortstypisch höchste Bedeutung beigemessen. Glaube und Gebet werden als Lösungsmöglichkeit für schwierige Probleme dargestellt.
Ein Gegenbild zur Familie Ingalls ist die Familie Oleson, der der Kaufmannsladen im Ort gehört. Vor allem Mutter Harriet und ihre Tochter Nellie werden als arrogant, eingebildet, habgierig und intrigant dargestellt. Dem gutmütigen Vater Nels gelingt es nicht, seine Autorität als Familienoberhaupt durchzusetzen. Laura Ingalls und Nellie Oleson können einander im Kinder- und Jugendalter nicht ausstehen, und ihre Feindschaft ist einer der Motoren für immer wieder auftretende Verwicklungen. Später, als beide verheiratet sind, verbindet sie eine Freundschaft. Auch der Sohn Willie Oleson entzieht sich mit zunehmendem Alter immer mehr dem Einfluss seiner herrschsüchtigen Mutter.
Der Hauptschauplatz der Serie ist das Dorf Walnut Grove, das noch sehr vom amerikanischen Pioniergeist geprägt ist und in dem sich ständig problematische gesellschaftliche Entwicklungen der „großen Welt“ im Kleinen ereignen. Die Farm der Familie Ingalls liegt etwa 1,5 Meilen nördlich von Walnut Grove entfernt am sogenannten Plum Creek. Oft erwähnt werden das etwa 80 Meilen entfernte Mankato und Sleepy Eye, das etwa auf halber Strecke nach Mankato liegt. Im Gegensatz zum fiktiven Städtchen Winoka, das für die Serie in Westdakota angesiedelt wurde, existieren Walnut Grove, Sleepy Eye und Mankato in Minnesota wirklich, die Serie wurde aber nicht in diesem Gebiet gedreht. Die Serie macht Walnut Grove 30 Jahre älter, als es in Wirklichkeit ist (1840 statt 1870 gegründet).
Große Probleme treffen Walnut Grove am Schluss der Serie, als bekannt wird, dass es auf Indianerterritorium liegt und der Bau des Ortes seinerzeit ohne Rechtsgrundlage erfolgte. Das Gebiet, auf dem sich Walnut Grove befindet, wird der US-Regierung nun von einer großen Firma abgekauft. Anschließend sollen die Bewohner viel Geld bezahlen, um ihre Häuser zu behalten. Als sie sich weigern, lässt der neue Besitzer die US Army anrücken, um seine Rechte mit Gewalt durchzusetzen. Daraufhin beschließen die Einwohner, ihre Häuser zu sprengen, und auf diese Art endet die Fernsehserie mit der Vernichtung des Ortes durch seine Bewohner, die lieber ihre Heimat zerstören, anstatt sich zu beugen.

## Figuren

### Charles Phillip Ingalls
Charles Ingalls beschließt, mit seiner Familie aus Wisconsin wegzuziehen. In der neuen Heimat arbeitet er halbtags als Farmer und in Walnut Grove halbtags für Lars Hanson in dessen Sägemühle. Durch seine Offenheit und Freundlichkeit gewinnt er schnell viele Freunde im Ort. So helfen ihm beispielsweise der ortsansässige Arzt Dr. Baker, Kaufmann Nels Oleson und Hans Dorfler, ein deutschstämmiger Hufschmied, bei der Auslösung seines Ochsengespanns, das er gegen Saatgut und einen Pflug verpfändet hat.
Charles Ingalls ist sehr belesen und raucht in der Freizeit gern Pfeife. Er hat ein inniges Verhältnis zu seiner Familie. Sein Lieblingskind ist Laura, der er vieles verzeiht. Jeden Abend liest Charles in der Bibel und diskutiert gern mit seiner Frau über alle möglichen Gedanken. Er ist auch sehr musikalisch und spielt Geige. In wirtschaftlich schlechten Zeiten übt Charles verschiedene Berufe aus. So arbeitet er als Zimmerer oder Hilfsarbeiter im örtlichen Pferdestall. Wie sehr ihm das Wohl der Familie am Herzen liegt, zeigt die Tatsache, dass er nach einer Missernte 100 Meilen weit wandert, um in einem Steinbruch zu arbeiten. Um das Geld für die Operation seiner Tochter Mary zu verdienen, arbeitet er später als Sprengmeister bei der Eisenbahn.
Nachbarschaftshilfe wird bei Charles Ingalls großgeschrieben. So fertigt er für eine behinderte Nachbarstochter einen Spezialschuh an, damit diese mit den anderen Kindern herumtollen kann. Da Weizen sich schlecht verkaufen lässt, überredet Charles seine Nachbarn, auf Mais umzustellen. Als eine große Wirtschaftskrise über die Region hereinbricht, verlässt Charles mit seiner Familie Walnut Grove und lebt von da an in Winoka, wo Tochter Mary inzwischen als Lehrerin arbeitet. Nachdem er sich finanziell erholt hat, kehrt Charles mit der Familie nach Walnut Grove zurück.
Als Laura heiratet, verlassen die Ingalls-Eltern mit den kleineren Kindern Walnut Grove und ziehen nach Bur Oak in Iowa. Ihre Farm in Plum Creek verkaufen sie an eine Siedlerfamilie. Charles kehrt einige Male zurück und besucht seine Tochter und deren Familie.

### Caroline Lake Quiner Ingalls
Caroline Ingalls ist die Mutter von Mary, Laura, Carrie und Grace. Sie war vor ihrem Aufbruch in die Prärie von Kansas als Lehrerin tätig. So legt sie einen großen Wert auf die Bildung ihrer Kinder. In Kansas unterrichtet sie ihre Töchter Mary und Laura und lehrt sie dort das Alphabet. Als sich die Familie am Plum Creek niederlässt, bleibt sie auf der Farm und kümmert sich um den Haushalt. Um etwas zum Lebensunterhalt beitragen zu können, verkauft sie überschüssige Eier an die Olesons.
Als die örtliche Lehrerin eine Zeit lang ausfällt, unterrichtet Caroline an der Schule. Sie ist das Gegenstück zu Mrs. Oleson, mit der sie eine Antipathie verbindet. Caroline brachte insgesamt fünf Kinder auf die Welt, neben den Töchtern auch einen Sohn namens Charles, Jr., der aber noch im ersten Lebensjahr an Blutkrebs stirbt. Später werden noch ein Junge und ein Geschwisterpaar adoptiert. Als Grace geboren wird, ist Tochter Carrie alt genug für die Schule. Während diese die örtliche Schule besucht, arbeitet Caroline Ingalls halbtags als Köchin im Restaurant der Olesons.

### Mary Amelia Ingalls Kendall
Mary Ingalls ist die älteste Tochter von Charles und Caroline Ingalls. Sie ist schüchtern, zurückhaltend und hochintelligent. Sie stellt den Gegenpart zu Laura dar, die wild und vor allem aufgeschlossen ist, aber sich mit dem Lernen sehr schwer tut.
Als es der Familie wirtschaftlich schlecht geht, unterbricht Mary die Schule und arbeitet eine Zeit lang in Walnut Grove als Schneiderin. Sie ist eine sehr gute Schülerin, doch plötzlich brechen ihre sonst so guten Leistungen in der Schule ein. Durch Zufall findet Vater Charles heraus, dass seine älteste Tochter unter Kurzsichtigkeit leidet. In Mankato erhält sie eine Brille und kann wieder an ihre alten Leistungen anschließen.
Mary möchte wie ihre Mutter Lehrerin werden. Sie wird Zweite bei einem Mathematik-Landeswettbewerb und bei ihrer Heimkehr nach Walnut Grove wie ein Star gefeiert. Mit 15 Jahren unterrichtet sie aushilfsweise in einem entfernten Dorf und geht dort hoffnungslos unter. Man verdächtigt sie schließlich, mit dem Teufel im Bund zu stehen. Charles steht seiner Tochter bei, als sie die Wortführerin beim Gottesdienst herausfordert, eine Stelle aus der Bibel zu lesen. Es stellt sich heraus, dass die Erwachsenen im Ort nicht lesen und schreiben können und dass das intelligente Mädchen ihnen wegen seiner Jugend und Klugheit unheimlich ist.
Etwas später erblindet Mary aufgrund einer verschleppten Scharlacherkrankung. Sie muss die Schule in Walnut Grove abbrechen und nun eine Blindenschule im weit entfernten Iowa besuchen. Dort lernt sie Adam Kendall kennen, der sie unterrichtet. Beide verlieben sich ineinander und beschließen, im Ort Winoka in Dakota eine eigene Blindenschule zu errichten. Dort heiraten die beiden.
Nach der Schließung der Schule in Winoka siedeln sie nach Walnut Grove um. Dort errichten sie in einer leer stehenden Villa, die früher Mr. Hanson gehörte, ihre neue Blindenschule. Als Mary schwanger wird, ist sie einerseits überglücklich, aber sie hat auch Angst davor, da sie nicht weiß, ob sie sich gut um ein sehendes Kind kümmern könne. Sie erleidet jedoch eine Fehlgeburt und stürzt in eine Depression.
Eines Tages bemerkt Mary, dass sie wieder zwischen Hell und Dunkel unterscheiden kann. Ihr ebenfalls blinder Mann Adam hat nun Angst, Mary wieder an die sehende Welt zu verlieren. Da wird Mary erneut schwanger und bringt einen gesunden Sohn zur Welt. Dieser stirbt jedoch bei einem von Marys Adoptivbruder Albert verursachten Brand in der Blindenschule. Nach einem Unfall kann Adam Kendall wieder sehen. Er beginnt ein Jurastudium und macht sich in Walnut Grove als Rechtsanwalt selbstständig.
Mary und ihr Mann übersiedeln schließlich nach New York, wo Adam die Kanzlei seines verstorbenen Vaters übernimmt.

### Laura Elizabeth Ingalls Wilder
Laura Ingalls ist die zweite Tochter von Charles und Caroline. Von ihrem Vater erhält sie die Kosenamen „Spitz“ und „Dreikäsehoch“. Später wird sie von ihrem Mann Almanzo Wilder „Beth“ genannt, was eine Abkürzung ihres Zweitnamens Elizabeth ist. Laura stellt den Gegensatz zu ihrer großen Schwester dar, da sie ein „kleiner Wildfang“ ist und anfänglich große Schwierigkeiten mit dem schulischen Lernen hat. Dafür liebt sie Spiele wie Baseball und hat auch keine Probleme damit, sich ab und an mit Jungen zu prügeln. In ihrer Freizeit genießt sie die Zeit im Freien und geht gerne angeln.
Als ihr Bruder Charles Jr. geboren wird, fühlt sich Laura innerhalb der Familie als fünftes Rad am Wagen: Während sich ihre Geschwister über den Familienzuwachs freuen, hat sie das Gefühl, dass „ihr“ Pa nun keine Zeit mehr für sie hat. Nachdem Charles Jr. jedoch unerwartet stirbt, fühlt sich Laura für seinen Tod verantwortlich – hatte sie sich standhaft geweigert, für die Genesung ihres Bruders zu beten. So reißt sie aus, um mit Gott einen Handel zu machen: Sie würde in den Himmel gehen, wenn Gott ihrem Vater den Sohn wiedergäbe.
Mit Nellie Oleson, der Kaufmannstochter, verbindet Laura über viele Jahre eine tiefgehende Feindschaft. Sehr zum Leidwesen von Vater Charles wird Nellie mehrmals von Laura verprügelt. Bei einem gemeinsamen Ausflug der Familien Ingalls und Oleson rettet Laura jedoch Nellie das Leben, als diese beim Versuch, eine seltene Pflanze zu pflücken, in einen reißenden Fluss fällt. Laura springt ihr nach, da sie weiß, dass Nellie nicht schwimmen kann. Nachdem die beiden Mädchen wieder am Ufer sind, entschuldigt sich Nellie aufrichtig für alle Gemeinheiten, die sie bisher Laura antat. Doch im Lager angekommen, ist Nellie wieder ganz die Alte: Prompt erklärt sie, dass es Laura war, die sie aus Neid ins Wasser gestoßen hätte. Dennoch ändert sich Nellies Verhalten Laura gegenüber: abgesehen von zwei Ausnahmen, spielt Nellie Laura keine gemeinen Streiche mehr, sondern beschimpft sie überwiegend. Dafür beginnt Nellie, sich auf Mary und Charles Ingalls einzuschießen, aber auch ihr kleiner Bruder Willie wird zur Zielscheibe ihrer Streiche.
Um ihren Eltern zu Weihnachten einen Ofen schenken zu können, tauscht Laura bei Nels Olsen ihr Pony Bunny gegen einen Ofen ein, und Bunny wiederum wird Nellies Weihnachtsgeschenk. Etwa drei Jahre später hat Nellie mit Bunny einen Unfall, just zu dem Zeitpunkt, als sich beide Mädchen in Jason, einen technik- und wissenschaftsbegeisterten Jungen der Klasse, verliebt haben. Um Jason für sich zu gewinnen und um Laura in der Schule lächerlich zu machen, wird Laura von Nellie nach Hause eingeladen, wo beide in Nellies Kinderzimmer „Frauengespräche“ führen – nichts ahnend, dass Willie dieses Gespräch im Schrank mit einer Sprechmaschine aufzeichnet: Nellie gelingt es, Laura das Geständnis herauszulocken, dass sie Jason liebt. Nach dem Unfall fühlt sich Laura Nellie gegenüber verantwortlich, gehörte doch Bunny einst ihr. Denn seit dem Unfall fühlt Nellie ihre Beine nicht mehr, und man befürchtet, dass sie eine Querschnittslähmung erlitten habe. So kauft Vater Nels seiner Tochter einen Rollstuhl, und Laura verspricht Nellie, sie jeden Tag zu besuchen und ihr bei den Hausaufgaben zu helfen. Dabei bleiben natürlich Lauras eigenen Schulleistungen auf der Strecke, und sie droht das Klassenziel nicht zu erreichen. Nur durch einen Zufall entdeckt Laura, dass Nellie längst wieder laufen kann und die Lähmung, die anfangs tatsächlich bestand, nur vortäuschte, um von allen versorgt und bemuttert zu werden.
Als Zwölfjährige begleitet Laura ihren Vater Charles bei der Jagd in den Wäldern, wobei sich dieser schwer verletzt, als sich aus seinem Gewehr ein Schuss löst. Gemeinsam mit einem blinden Trapper gelingt es ihr, ihren Vater zu retten. Etwas später kümmert sie sich um ein in den Wäldern ausgesetztes Baby, das sie aufgrund mehrerer Flaschenpostbriefe zusammen mit ihrem Vater findet. Laura leidet als dreizehnjähriges Mädchen, da sie, im Vergleich zu Mary oder Nellie, noch keine sichtbaren weiblichen Rundungen aufweist. Um einen Jungen in der Klasse zu beeindrucken, täuscht sie ihre Weiblichkeit mit zwei Äpfeln vor, die sie vor der ganzen Klasse verliert, als sie an der Schultafel eine Mathematikaufgabe lösen soll. Peinlich beschämt, läuft Laura nach dieser Aktion aus der Klasse. Doch etwas später erhält sie von ihrem Schwarm den ersten Kuss.
Als Teenager lebt sie eine Zeit in Winoka, und dort beschließt sie, wie ihre Schwester Mary und ihre Mutter Caroline Lehrerin zu werden. So macht sie in Walnut Grove im Alter von sechzehn Jahren ihr Lehrerinnendiplom und unterrichtet aushilfsweise in einem Nachbarort. Etwas später verlobt sie sich mit ihrer großen Liebe Almanzo Wilder. Nach einem knappen Jahr heiraten beide und bekommen mit Rose eine gemeinsame Tochter. Ihr Sohn stirbt wenige Tage nach seiner Geburt an Pocken. Laura beschuldigt daraufhin den Dorfarzt Dr. Baker, am Tod ihres Sohnes schuldig zu sein. Nachdem Rose an den Pocken erkrankt, ist es Dr. Baker, der das Mädchen rettet. Laura entschuldigt sich öffentlich bei ihm, als er Walnut Grove verlassen will.
Kurz vor der Jahrhundertwende besucht Lauras Schwager ihre Familie, und so lernt sie Almanzos Nichte Jenny kennen. Noch während des Besuchs stirbt der Schwager an einem Herzinfarkt, so dass Jenny nun bei Laura und Almanzo lebt. Nachdem Laura ihre Arbeit als Lehrerin aufgegeben hat, versucht sie sich eine Zeit lang als Farmerin und Autorin. Als sie ein großes Haus in der Nähe Walnut Groves erbt, beschließt Laura, es in eine Pension umzuwandeln und diese gemeinsam mit ihrem Mann zu betreiben.
In der Fernsehserie ist Laura Ingalls die Erzählerin, und ihre Stimme taucht meist am Ende einer Folge auf, wo sie diese noch einmal zusammenfassend kommentiert. Anfänglich hörte man die Worte: „Wenn ich ein Tagebuch gehabt hätte, dann hätte ich hineingeschrieben, dass …“

### Caroline Celestia „Carrie“ Ingalls
Carrie Ingalls ist die dritte Tochter der Familie Ingalls. Als die Familie nach Plum Creek kommt, ist sie im Kleinkindalter. Die erste Zeit verbringt sie mit Mutter Caroline auf der Farm. Später besucht sie mit Laura und Albert die Schule von Walnut Grove. Ihre Rolle in der Serie ist im Grunde nur eine Statistenrolle mit wenig Sprechtext. Drei Mal hatte sie in der Serie eine tragende Rolle: als sie in einen alten Minenschacht fällt, als sie unbeabsichtigt mit einem Heißluftballon aufsteigt und schließlich, als sie ihrer „Märchenschwester“ begegnet. Anders als bei Mary und Laura wird ihre Entwicklung während des Heranwachsens kaum thematisiert.

### Grace Pearl Ingalls
Grace Ingalls ist die jüngste Tochter der Ingalls. Ihre Auftritte in der Serie gleichen denen von Carrie und sind überwiegend auf textlose Statistenrollen ausgelegt. Als die Ingalls Walnut Grove verlassen, ist Grace ungefähr vier Jahre alt.

### Albert Quinn Ingalls
Albert ist das erste Adoptivkind der Ingalls´. Er wurde als kleines Kind vor einem Waisenhaus ausgesetzt und lief nach einiger Zeit von dort weg, um sich allein durchzuschlagen. Die Ingalls´ treffen ihn in Winoka, als er ungefähr 10 Jahre alt ist. Dort schläft er unter einer Veranda und hält sich mit Schuheputzen und kleinen Diebstählen über Wasser. Charles nimmt sich seiner an und ermutigt ihn, zur Schule zu gehen, wo sich herausstellt, dass Albert sehr intelligent ist und eine besondere Begabung für Mathematik hat. Als die Ingalls´ nach Walnut Grove zurückkehren, kommt Albert mit ihnen und lebt von da an wie ein Sohn bei ihnen. Als die Schüler von Walnut Grove als Projekt einen Stammbaum ihrer Familien erstellen sollen, wird deutlich, dass Albert darunter leidet, nicht offiziell zur Familie zu gehören. Daher wollen Charles und Caroline ihn auch formal adoptieren. Bei den dafür nötigen Nachforschungen stoßen sie jedoch auf Alberts leiblichen Vater Mr. Quinn, der seinen Sohn zurückhaben will. Albert spielt ihm vor, fast blind zu sein, so dass sein Vater das Interesse verliert, da er den Jungen nur als billige Arbeitskraft haben wollte.
Nachdem Charles Ingalls im Frühjahr 1887 die kleine Farm verkauft hat und mit seiner Familie nach Burr Oak (Iowa) gezogen ist, besucht der inzwischen 17-jährige Albert die dortige High School. Doch er wird morphiumabhängig und gerät auf die schiefe Bahn. Charles Ingalls begleitet ihn daraufhin nach Walnut Grove, um ihn vor dem Arbeitshaus zu bewahren. Durch einen Diebstahl fällt Alberts Drogensucht auf, doch durch Zureden seines Adoptivvaters willigt er schließlich in eine Entziehungskur ein. Wiederum einige Jahre später besucht der etwa 20-jährige Albert erneut die High School in Burr Oak und gilt dort als besonders guter Schüler. Als er Charles Ingalls für vier Wochen nach Walnut Grove begleitet, nimmt jedoch sein Leben eine tragische Wende: bereits seit längerer Zeit leidet er an Nasenbluten und Erschöpfung. Bei einer ärztlichen Untersuchung in Mankato wird bei ihm Leukämie im Endstadium diagnostiziert, kurz nachdem Albert beschlossen hatte, Medizin zu studieren, um später Dr. Bakers Nachfolge in Walnut Grove anzutreten. Albert kehrt daraufhin nach Walnut Grove zurück, um dort die ihm noch verbleibende Zeit zu verbringen. Sein Tod jedoch wird in der Serie nicht gezeigt. Stattdessen verschwindet er auf mysteriöse Weise aus der Stadt, so dass sein Schicksal letztlich ungeklärt bleibt.

### Almanzo James Wilder
Almanzo kommt mit seiner Schwester Eliza-Jane Wilder nach Walnut Grove und bewirtschaftet dort eine Farm, währenddessen seine Schwester unterrichtet. Als Laura 16 Jahre alt wird, verloben sich beide und heiraten später. Die Wilders bekommen eine gemeinsame Tochter namens Rose. Alles scheint gut, Almanzo arbeitet halbtags mit seinem Schwiegervater Charles in Hansons’ Mühle und geht dann seinem Beruf als Farmer nach. Doch durch einen Schlaganfall ist Almanzo schließlich gelähmt. Er verliert den Lebensmut, da er auf einen Rollstuhl angewiesen ist. Da wird das gemeinsame Haus durch einen Tornado zerstört. Seine Schwester Eliza-Jane überredet Almanzo, mit ihr in die Stadt zu ziehen und besorgt ohne Lauras Wissen für ihren Bruder einen Bürojob bei einem ihrer Bekannten. Laura ist außer sich und nun droht die junge Ehe der Wilders auseinanderzubrechen.
Almanzo beginnt nun mit Charles’ Hilfe, verbissen das Laufen zu üben, da er Laura auf keinen Fall verlieren will. Nachdem Almanzo so weit ist, dass er wieder etwas laufen kann, beginnen beide, ein neues Haus zu bauen. Einige Zeit später nehmen Laura und Almanzo dessen zwölfjährige Nichte Jenny bei sich auf, als deren Vater Royal bei einem Besuch an einem Herzanfall stirbt. Durch einen Zufall bekommt Laura von einer alten Dame ein großes Haus in der Nähe von Walnut Grove vererbt. So beschließen die Wilders, sehr zum Leidwesen von Mrs. Oleson (den Olesons gehört das Hotel in Walnut Grove), eine Pension zu betreiben. In diese ziehen später sogar Willie Oleson mit seiner Frau sowie Mr. Edwards ein.

### Isaiah Edwards
Isaiah Edwards ist ein alter Freund der Ingalls. Sie kennen sich aus der gemeinsamen Pionierzeit in Kansas. Nachdem sie Kansas verlassen mussten, trennten sich ihre Wege. Er wird in Walnut Grove nur „Edwards“ gerufen, während ihn Charles mitunter auch „Altes Haus“ nennt. Seine beste Freundin ist Laura Ingalls, die Tochter von Charles. Diese erinnert ihn sehr an seine verstorbene Tochter Alice, die zusammen mit seiner Frau in Kansas an den Pocken verstorben ist. Allein Laura bezeichnet ihn in jeder Situation voller Höflichkeit als „Mr. Edwards“, was Edwards wiederum sehr zu schätzen weiß.
Durch Zufall trifft ihn Charles Ingalls in einem Saloon in Mankato. Edwards ist betrunken und droht jedem Prügel an, der ihn anfassen will. Doch als er seinen Freund Charles erkennt, verlassen beide den Saloon. Charles Ingalls lädt ihn nach Walnut Grove ein, um bei ihm zu leben. So verlassen beide Mankato. Offiziell löst Edwards nun ein Versprechen ein, das er Laura in Kansas gegeben hatte. Währenddessen liegt diese mit einer Mandelentzündung krank im Bett. Edwards erschrickt, als er in Plum Creek feststellen muss, dass Laura Fieber hat. Er erinnert sich sofort an seine Familie und dass er es war, der die Pocken nach Hause gebracht hatte. So fällt es ihm schwer, mit Gott ins Reine zu kommen. Edwards verspricht Laura, solange in Walnut Grove zu bleiben, bis sie wieder gesund ist. Charles’ Frau Caroline kommt nun auf die Idee, Edwards mit der Witwe Snider zu verkuppeln, die auf der Post arbeitet. Edwards, der inzwischen mit Charles in Hanson’s Mühle arbeitet, gefällt Grace Snider sehr und beide freunden sich an.
Als Charles Jr. geboren wird, ist Edwards dessen Taufpate. Später heiraten Grace Snider und Edwards und nehmen die Sanderson-Kinder bei sich auf. Der älteste Sohn verlobt sich mit Mary Ingalls und alles scheint gut. Doch später wird diese Verlobung wieder gelöst und die Familie Edwards zieht in die Stadt. Durch einen Unfall wird Edwards zum Invaliden und beschließt, sich während einer gemeinsamen Jagd mit Charles und Laura Ingalls umzubringen. Durch einen Trick von Charles kehrt in ihm der Lebenswille zurück, als er glaubt, sein Freund würde aufgrund eines Jagdunfalls verbluten. Edwards verfällt dem Alkohol, als sein Adoptivsohn John Jr. in Chicago ermordet wird. Er wird seiner Familie gegenüber immer ungerechter und das hat die Scheidung von Grace zur Folge. So kehrt er allein nach Walnut Grove zurück. Dort verschweigt er aus Scham seine Alkoholsucht, was dann fast den Tod von Albert, dem Adoptivsohn von Charles Ingalls, zur Folge hat. Als sich daraufhin alle von Edwards abwenden, hält Laura als einzige zu ihm. Er macht einen Entzug und wird Patenonkel von Rose Wilder.
Isaiah Edwards wird in der Fernsehserie immer als bärbeißig und rüpelhaft dargestellt, der Poker und Kautabak liebt. So bringt er Laura Ingalls zum Leidwesen ihrer Mutter in Kansas das Spucken bei. Doch im Grunde gilt bei ihm: Harte Schale, weicher Kern. Das merken schon die Ingalls in Kansas, als sie ein gemeinsames Weihnachtsfest verbringen: Edwards lief extra für dieses Fest in die fast 50 Meilen entfernte Stadt Independence, um dort Geschenke und Süßigkeiten für die Kinder zu kaufen. Durch einen plötzlichen Schneeeinbruch kam er schließlich halb erfroren bei den Ingalls an und so begann auch die Freundschaft zwischen ihnen. Aber diese versteckte Gutmütigkeit konnte auch schon ungewollte Komik entwickeln: So traf er in der Prärie durch Zufall auf Buffalo Bill, der ihm während des Sterbens das Versprechen abnahm, für seine dreijährige Blanche zu sorgen. Edwards gab ihm dieses, nicht ahnend, dass es sich hierbei nicht um ein Kind, sondern um einen Orang-Utan handelte.
Zuvor hatte Edwards einmal, als Charles und Caroline Ingalls in Mankato gemeinsam ein paar Tage Urlaub machten, die kleine Carrie mit ihrem Kleid auf dem Dach des Ingalls-Hauses festgenagelt, damit diese ihm nicht immer weglief, als er die Aufsicht über die Kinder hatte. Eine andere Begebenheit war, dass Edwards einen stummen 13-jährigen Jungen bei sich aufnahm, der mit einer Freak Show nach Walnut Grove kam. Doch als dieser mit seinem leiblichen Vater fortzog, hatte Edwards die Angst, nun zu vereinsamen. So zog er bei Laura und ihrer Familie in die Pension ein. Dort freundet sich Edwards mit einem Schriftsteller an, der dort ebenfalls wohnte.

### Harriet Oleson
Harriet Oleson ist die Mutter von Nellie und Willie. Zusammen mit ihrem Mann Nels betreibt sie einen kleinen Gemischtwarenhandel. Sie stellt das Gegenstück der Caroline Ingalls dar. Mrs. Oleson ist laut, besserwisserisch, hysterisch und rassistisch eingestellt. Außerdem vertritt sie so ziemlich jedes bekannte Vorurteil. Ihr Rassismus wird unter anderem durch ihr Entsetzen dargestellt, als sie beispielsweise bemerkt, dass der neue Arzt für Walnut Grove mit dem sehr französisch klingenden Namen ein Afroamerikaner ist. Gelegentlich zeigt sie jedoch auch ihre Fähigkeit, derartige Vorurteile zu überwinden.
Mrs. Oleson ist eine unbelehrbare Klatschbase und nimmt es dabei mit der Wahrheit oft nicht so genau.
Regelmäßig sorgt sie für ein komisches Element in der Serie, da ihr wegen ihres impulsiven und übereifrigen Verhaltens oft Slapstick-artige Missgeschicke passieren. Sie legt außerdem Wert darauf, zu den wohlhabendsten Einwohnern des Ortes zu gehören und trägt gern einen gehobenen, städtischen Lebensstil zur Schau, der oft aufgesetzt wirkt und schlecht in das bescheidene und ländliche Walnut Grove passt. Obgleich im Allgemeinen ausgesprochen geschäftstüchtig, lässt sie sich durch Geldgier und übermäßige Begeisterungsfähigkeit immer wieder zu unüberlegten Entscheidungen verleiten, was sich meist umgehend rächt. Sie kann auch mitfühlend und wohltätig sein, wobei sie allerdings darauf bedacht ist, dass ihre Großzügigkeit auch allgemein bekannt wird und sie Anerkennung dafür erntet.
Ihre Kinder, besonders die Töchter, verwöhnt sie in einem unvernünftigen Maß.
In ihrer Zeit in Winoka arbeitet sie als Barfrau im Saloon. Nachdem ihre Tochter Nellie geheiratet hat, holt sie sich das Waisenkind Nancy ins Haus. Diese wird wie Nellie von ihr nach Strich und Faden verwöhnt.

### Nellie Oleson
Nellie Oleson ist die verzogene Tochter der Kaufleute Nels und Harriet Oleson und die ältere Schwester von Willie. Sie stellt in der Serie die Antagonistin zu Laura Ingalls dar. Nellie prahlt mit dem Wohlstand ihrer Eltern und hält Mary und Laura Ingalls regelmäßig deren Armut vor.
So lädt Nellie die halbe Klasse zu ihrem Geburtstag ein, der im Haus der Olesons gefeiert wird. Dort macht Laura versehentlich Nellies neue Puppe kaputt, was zu einem Streit zwischen beiden führt. Laura besitzt ein Pony, das Nellie unbedingt haben will. Da sie gelernt hat, dass viele Menschen für Geld alles machen, will sie Laura das Pony für 5 Dollar abkaufen und ist schrecklich enttäuscht, als diese ablehnt. Als die Ingalls sich bei Olesons einen Ofen kaufen wollen, sich die 7,50 Dollar jedoch nicht leisten können, tauscht Laura ihr Pony bei Mr. Oleson gegen den Ofen ein, und Nellie bekommt das Pony zu Weihnachten.
In den Sommerferien machen die Ingalls’ und die Olesons einen gemeinsamen Angelausflug. Als Nellie in einen Fluss fällt, wird sie von Laura gerettet. Nellie entschuldigt sich daraufhin bei Laura für alle Gemeinheiten, die sie ihr angetan hatte. Doch im Lager wieder angekommen, beschuldigt Nellie ihre Retterin Laura, sie mit Absicht ins Wasser gestoßen zu haben.
Nach diesem Ereignis hänselt Nellie Laura in der Regel nur noch, spielt ihr aber, von zwei Ausnahmen abgesehen, keine gemeinen Streiche mehr. Vielmehr werden ihr Bruder Willie und die ältere Schwester Lauras, Mary, ihre bevorzugten Ziele: Als Mary eine Brille bekommt, macht Nellie sie zum Gespött der Klasse. Doch als sich Laura und Nellie gemeinsam in Jason, einen technisch sehr begabten Jungen in der Klasse, verlieben, kommt in Nellie der alte Hass auf Laura wieder auf: Durch einen Trick entlockt sie Laura in ihrem Zimmer das Geständnis, dass sie Jason liebe, zeichnet dieses Geständnis mit einer Sprechmaschine auf und spielt es am nächsten Tag der Klasse vor und stellt Laura so bloß.
Nachdem das Pony Nellie später abgeworfen hat, spielt sie Laura vor, querschnittsgelähmt zu sein. Da Laura sich für den Unfall verantwortlich fühlt, da das Pony einst ihr gehört hatte, entlockt Nellie ihr das Versprechen, ihr jeden Wunsch zu erfüllen, und sie beginnt, Laura auszunutzen: So gesteht sie Laura, dass sie Jason liebe und es nicht vertragen könne, wenn sich dieser mit anderen Mädchen treffen würde. Außerdem fühlt sich Laura verpflichtet, Nellies Hausaufgaben zu machen. Dabei sacken ihre eigenen schulischen Leistungen bedenklich ab, sodass Lauras Eltern und Miss Beadle befürchten, dass Laura das Klassenziel nicht erreichen wird. Ein anderes Mal sind es Lauras Eltern, die zum Ziel von Nellies Spott werden. Als sie Laura gegenüber über Charles Ingalls herzieht, wird Nellie von dieser verprügelt.
Mit 16 Jahren verlässt Nellie Oleson die Schule und bekommt von ihrer Mutter mit Nellie’s Restaurant ein eigenes Restaurant geschenkt. Nun hat Nellie ein großes Problem: Sie kann nicht kochen und betont mehrmals gegenüber ihrer Mutter, dass sie es sogar hasse. So arbeitet Caroline Ingalls halbtags als Köchin, da die Tochter Carrie inzwischen in die Schule geht und sie Grace auch im Restaurant betreuen kann.
Als sich Laura und Nellie gleichzeitig in Almanzo Wilder verlieben, kommt es zu einer wilden Rauferei zwischen beiden. Almanzo entscheidet sich für Laura, und für Nellie bricht eine Welt zusammen. Da lernt sie in ihrem Restaurant Percival Dalton kennen, einen jüdischen Koch aus New York, der von Mrs. Oleson angestellt wurde, um Nellie das Kochen beizubringen. Beide verlieben sich und heiraten schließlich. Unter Percivals Einfluss wird Nellie nicht nur eine hervorragende Köchin und Hausfrau, sondern legt auch ihr zickiges und intrigantes Wesen fast vollständig ab. Es wird angedeutet, dass dieses Verhalten aus mangelndem Selbstwertgefühl und dem Glauben, nicht liebenswert zu sein, resultierte. Nellie wird schwanger und Percivals Eltern beschließen, ihren Sohn in Walnut Grove zu besuchen, um der Geburt beizuwohnen.
Dort kommt es zwischen Harriet Oleson und Percivals Vater Benjamin zum erbitterten Streit, in welchem Glauben das gemeinsame Enkelkind aufwachsen soll: Für Percivals Vater ist es klar, dass „der Stammhalter“ jüdisch aufwachsen wird, indes Nellies Mutter darauf besteht, dass das Kind christlich wird. Als Nellie aufgrund des Streites einen Nervenzusammenbruch erleidet, erklärt Nels Oleson seiner Frau und Percivals Vater, dass er es akzeptieren könne, wenn ein möglicher Sohn Nellies jüdisch erzogen würde. Aber dann müsse auch Benjamin es akzeptieren, wenn Nellies mögliche Tochter christlich erzogen würde. Eine Lösung, der alle zustimmen können. Als Nellie Zwillinge bekommt, wird der Sohn, wie vereinbart, jüdisch und die Tochter christlich erzogen. Nellie verlässt etwas später Walnut Grove, um mit ihrem Mann in New York das Geschäft des kurz zuvor verstorbenen Schwiegervaters fortzuführen.
Jahre später besucht Nellie ihre Eltern in Walnut Grove und lernt ihre Adoptivschwester Nancy kennen: Sie ist über deren Gemeinheit entsetzt und macht sich nun Gedanken über ihre eigene Kindheit. Nancy beginnt, Nellie gegen ihre Mutter auszuspielen. Aber sie durchschaut Nancys Spiel und beide führen ein langes Gespräch miteinander. Während des Aufenthaltes in Walnut Grove besucht Nellie auch Laura und deren Familie. Beide verstehen sich nun prächtig. Laura und sie lassen die Vergangenheit Revue passieren und können aus aktueller Sicht ihre Streitereien nicht mehr verstehen. Als Nellie Walnut Grove wieder verlässt, verbindet sie mit Laura Ingalls Wilder eine echte Freundschaft und sie beschließen, sich regelmäßig Briefe zu schreiben und so in Kontakt zu bleiben.

### Willie Oleson
Willie Oleson ist der kleine Bruder von Nellie. Er ist ungezogen, frech, vorlaut und verfressen. Aufgrund seines Benehmens steht er in der Schule regelmäßig in der Ecke. Bevor die Ingalls’ nach Walnut Grove kamen, war er das Ziel der Gemeinheiten seiner Schwester. So ist Willie ausgesprochen froh, als mit Laura Ingalls ein neues Opfer seiner Schwester auftaucht.
Willie löst sich frühzeitig von seiner herrschsüchtigen Mutter und entdeckt immer mehr Gemeinsamkeiten mit dem ehemals so ungeliebten Vater. Er möchte das Restaurant übernehmen, doch nach dem Willen seiner Mutter soll er studieren. So wird er mit 16 Jahren aus der Schule entlassen und von der Mutter auf einer Universität angemeldet. Willie hat keine Lust auf ein Studium, möchte viel lieber seine große Liebe Rachel Brown heiraten. So verhaut er absichtlich die Aufnahmeprüfung und fällt durch. Willie wird von seiner Mutter aus dem Haus geworfen und heiratet gegen ihren Willen Rachel. Das junge Ehepaar zieht zu Laura in die Pension, wo etwas später auch Mr. Edwards hinzukommt. Nachdem sich Willie mit seiner Mutter wieder versöhnt hat, arbeitet er tagsüber im Restaurant.

### Nels Oleson
Nels Oleson ist der äußerst gutmütige Vater von Nellie und Willie. Er bemüht sich stets, ein gerechter Vater zu sein, doch seine herrschsüchtige Frau Harriet macht alle seine Erziehungsversuche zunichte. So steht er unter dem Pantoffel seiner Frau und versucht, so ruhig wie möglich durchs Leben zu kommen. Er und Charles Ingalls sind seit einem gemeinsamen Angelausflug gute Freunde und dessen Tochter Mary hat er in sein Herz geschlossen. So darf diese einmal für ihn im Laden arbeiten, und er zahlt ihr mit 1,50 Dollar für drei Wochen Arbeit sehr viel.
Als er mitbekommt, wie seine Frau Harriet die Frau seines Freundes Charles Ingalls beim Eierverkauf übervorteilen will, platzt ihm der Kragen: Er beschimpft seine Frau vor den Augen Carolines als herrschsüchtiges Weib und zieht am Folgetag in das nahegelegene Hotel. Die Ehe der Olesons scheint beendet, denn Harriet plant, mit den Kindern Walnut Grove zu verlassen. Doch Charles und Caroline Ingalls bringen die beiden durch einen Trick wieder zusammen.
In der wirtschaftlich schlechten Zeit ziehen Nels und Harriet Oleson nach Winoka, wo sie auf die Ingalls treffen. Dort arbeitet er im Saloon als Reiniger. Als er bei einem Glücksspiel gewinnt, ziehen er und die Ingalls zeitgleich nach Walnut Grove zurück. Er steht vor allem seinem Sohn Willie bei, als dieser absichtlich durch eine Aufnahmeprüfung fällt, um nicht auf die Universität zu müssen. Auch er muss unter der Adoptivtochter Nancy leiden, was er mit seiner üblichen Gleichgültigkeit quittiert.

### Nancy Oleson
Nancy Oleson ist die Adoptivtochter von Harriet und Nels Oleson. Sie kommt ins Haus, als Nellie Oleson mit ihrem Mann nach New York zieht. Auch Willie, der Sohn, entgleitet Mrs. Oleson immer mehr. So beschließt sie, in einem Waisenhaus nach einem Ersatz für Nellie zu suchen.
Durch einen Zufall entdecken die Eheleute Oleson ein ca. 9-jähriges Mädchen, das Nellie aufs Haar gleicht. Und Harriet Oleson stellt fest, dass es genau so hinterhältig wie sie selbst ist. In der Folgezeit wird Nancy immer böser. Sie ist nicht nur gemein, Nancy ist für andere Kinder lebensgefährlich. Um eine tragende Rolle bei einem Stück des Schultheaters zu bekommen, ist Nancy nämlich bereit, über Leichen zu gehen. So lässt sie beispielsweise ihre Konkurrentin im örtlichen Eishaus einsperren. Dort wird diese nur durch einen puren Zufall halb erfroren gefunden.
Wenn etwas nicht nach ihrem Willen geschieht, ist Nancys Standardspruch: Du hasst mich! und sie kann auf Kommando in Tränen ausbrechen. In allem, was sie anstrebt, wird Nancy von Harriet Oleson unterstützt. Doch eines Tages bricht sie in einem frisch ausgehobenen Brunnenschacht ein und nach ihrer Rettung scheint es, als wolle sie sich bessern. Doch etwas später nimmt sie ihr altes Leben wieder auf. Als Nellie, ihre Adoptivschwester, zu Besuch kommt, versucht sie, diese gegen Harriet Oleson auszuspielen.

## Besetzung und Synchronisation
Die Serie wurde bei der Bavaria Atelier vertont. Andreas W. Schmidt schrieb die Dialogbücher und führte die Dialogregie.
| Schauspieler                 | Rollenname               | Hauptrolle (Staffeln) | Hauptrolle (Episoden) | Gastauftritt (Episoden) | Synchronsprecher/in                                                                      |
| Familie Ingalls              | Familie Ingalls          | Familie Ingalls       | Familie Ingalls       | Familie Ingalls         | Familie Ingalls                                                                          |
| ---------------------------- | ------------------------ | --------------------- | --------------------- | ----------------------- | ---------------------------------------------------------------------------------------- |
| Michael Landon               | Charles Ingalls          | 1–9                   | 1–184                 | 198–199                 | Fred Maire (1) Joachim Ansorge (2) (3) Randolf Kronberg (4) (5) (6) Claus Wilcke (7) (8) |
| Karen Grassle                | Caroline Ingalls         | 1–8                   | 1–182                 | 3. Spielfilm            | Gardy Granass (1) (2) (3) (4) (5) Kerstin de Ahna (6) Heidi Schaffrath (7) (8)           |
| Melissa Gilbert              | Laura Ingalls Wilder     | 1–9                   | 1–204                 |                         | Christa Häussler (1) Irina Wanka (2) (3) (4) (5) (6) Saskia Weckler (7) (8)              |
| Melissa Sue Anderson         | Mary Ingalls Kendall     | 1–7                   | 1–161                 | 171                     | Sabine Plessner (1) Simone Brahmann (2) (3) (4) (5) (6) Simone Seidenberg (7) (8)        |
| Lindsay und Sidney Greenbush | Carrie Ingalls           | 1–8                   | 1–182                 |                         | Inga Nickolai (3) (4) Alana Horrigan (5) (6) Rebecca Grajecki (7) (8)                    |
| Matthew Labyorteaux          | Charles Ingalls (jung)   |                       |                       | 52, 83                  | Christian Stark (7)                                                                      |
| Matthew Labyorteaux          | Albert Ingalls Quinn     | 5–9                   | 90–182                | 198–199                 | Marc Stachel (4) (5) (6) Christian Stark (7) (8)                                         |
| Wendi und Brenda Turnbaugh   | Grace Ingalls            | 5–8                   | 90–182                |                         | (keine Sprechrolle)                                                                      |
| Jason Bateman                | James Cooper Ingalls     | 7–8                   | 159–182               |                         | Christian Bey (6) ? (7) (8)                                                              |
| Melissa Francis              | Cassandra Cooper Ingalls | 7–8                   | 159–182               |                         |                                                                                          |
| Bewohner von Walnut Grove    |                          |                       |                       |                         |                                                                                          |
| Richard Bull                 | Nels Oleson              | 1–9                   | 1–204                 |                         | Rolf Castell (1) Horst Raspe (2) (3) (4) (5) (6) Harald Pages (7) (8)                    |
| Katherine MacGregor          | Harriet Oleson           | 1–9                   | 1–204                 |                         | Marianne Wischmann (1) Maria Landrock (2) (3) (4) (5) (6) Verena Wiet (7) (8)            |
| Jonathan Gilbert             | Willie Oleson            | 1–9                   | 3–204                 |                         | Florian Halm (1) (2) (3) ? (4) (5) Manou Lubowski (6) Till Endemann (7) (8)              |
| Alison Arngrim               | Nellie Oleson Dalton     | 1–7                   | 3–161                 | 190                     | Carolin Ohrner (1) (2) (3) Alexandra Ludwig (4) (5) (6) Pia Werfel (7) (8)               |
| Allison Balson               | Nancy Oleson             | 8–9                   | 161–204               |                         | Inga Nickolai                                                                            |
| Victor French                | Isaiah Edwards           | 1–3, 8–9              | 1–68, 179–204         | 122, 167                | Benno Hoffmann (1) Wolfgang Hess (2) (3) Wolfgang Völz (7) (8)                           |
| Bonnie Bartlett              | Grace Snider Edwards     | 1–3                   | 5–67                  | 122                     | ? (1) (2) (3) (4) Monika Peitsch (7) (8)                                                 |
| Kevin Hagen                  | Doktor Hiram Baker       | 1–9                   | 1–204                 |                         | Herbert Steinmetz (1) Horst Naumann (2) (3) (4) (5) (6) Werner Schumacher (7) (8)        |
| Dabbs Greer                  | Rev. Robert Alden        | 1–9                   | 1–204                 |                         | Wolf Ackva (1) (2) (3) (4) (5) (6) Harald Halgardt (7) (8)                               |
| Merlin Olsen                 | Jonathan Garvey          | 4–7                   | 69–134                | 137, 141, 147–148, 159  | Michael Brennicke (3) Wolfgang Hess (4) (5) (6) Ingo Feder (7) (8)                       |
| Hersha Parady                | Eliza Ingalls            | 3                     | 52                    |                         |                                                                                          |
| Hersha Parady                | Alice Garvey             | 4–6                   | 69–133                |                         | Helga Trümper (3) (4) (5) Susanne Beck (7) (8)                                           |
| Patrick Labyorteaux          | Andy Garvey              | 4–7                   | 73–141                | 147, 159                | ? (3) Philipp Brammer (4) (5) (6) Björn Gebauer (7) (8)                                  |
| Charlotte Stewart            | Eva Beadle Simms         | 1–4                   | 2–90                  |                         | Lis Verhoeven (1) (2) (3) (4) Traudel Sperber (7)                                        |
| Linwood Boomer               | Adam Kendall             | 4–8                   | 90–161                | 171                     | Hans-Georg Panczak (4) (5) (6) Sascha Draeger (7) (8)                                    |
| Dean Butler                  | Almanzo Wilder           | 6–9                   | 115–204               |                         | Ivar Combrinck (5) (6) Michael Quiatkowsky (7) (8)                                       |
| Lucy Lee Flippin             | Eliza Jane Wilder        | 6–8                   | 115–178               |                         | Gudrun Vaupel (5) (6) Micaëla Kreißler (7) (8)                                           |
| Shannen Doherty              | Jenny Wilder             | 9                     | 183–204               |                         | Samira Chanfir (8)                                                                       |
| Jennifer und Michele Steffin | Rose Wilder              | 8–9                   | 179–204               |                         | (keine Sprechrolle)                                                                      |
| Steve Tracy                  | Percival Dalton          | 6–8                   | 137–161               |                         | Pierre Franckh (5) (6) Gernot Endemann (7)                                               |
| Stan Ivar                    | John Carter              | 9                     | 183–204               |                         |                                                                                          |
| Pamela Roylance              | Sarah Carter             | 9                     | 183–204               |                         | Traudel Sperber (8)                                                                      |
| Karl Swenson                 | Lars Hanson              | 1–5                   | 1–96                  |                         | Walter Reichelt (1) Günther Sauer (2) (3) Wolfgang Büttner (4) Günter Lüdke (7) (8)      |
| Ketty Lester                 | Hester-Sue Terhune       | 5–9                   | 102–200               |                         | Viktoria Brams (5) (6) Heidi Berndt (7) (8)                                              |
| Leslie Landon                | Etta Plum                | 9                     | 183–204               |                         | Margrit Straßburger (8)                                                                  |
| Moses Gunn                   | Joe Kagan                |                       |                       | 78, 102–103, 110, 153   | Fred Klaus (5) Thomas Schüler (7) (8)                                                    |
| James Cromwell               | Harve Miller             |                       |                       | 139–140                 | Elmar Wepper (6)                                                                         |

Die ARD strahlte nur einen Teil der Folgen der einzelnen Staffeln zwischen 1976 und 1985 blockweise sonntags im Nachmittagsprogramm aus. Die Synchronisation übernahm das Synchronstudio Bavaria Atelier in München, Synchronregie führte Hans-Peter Kaufmann, der auch für die Dialogbücher verantwortlich war.
Als Sat.1 im Jahr 1989 die Rechte an der Serie erwarb, ließ der Sender fast alle nicht ausgestrahlten Folgen bis zur 8. Staffel synchronisieren. Im Studio Hamburg entstanden die deutschen Dialoge nach den Dialogbüchern von Andreas W. Schmidt, Michael Grimm unter der Regie von Werner Gieseler von Michael Grimm und Andreas W. Schmidt. Pro 7 beauftragte 1994 dasselbe Studio mit demselben Team für die Synchronisation der restlichen Folgen der verbleibenden Staffeln.

## Regisseure
- Lewis Allen
- William F. Claxton
- Maury Dexter
- Victor French
- Alf Kjellin
- Michael Landon
- Victor Lobl
- Leo Penn
- Joseph Pevney
- Michael Ray Rhodes

## Staffeln
Unter Vorlage der Original-Ausstrahlung – in Deutschland strahlten die Fernsehanstalten Langfolgen und Serienspecials oftmals als Zweiteiler aus, was zu einer widersprüchlichen Folgenanzahl in der einschlägigen Literatur führte.
Staffel 1 (1974–1975, Pilotfilm, Folge 1–24)
- im Mittelpunkt der Staffel stehen Charles Ingalls und seine Familie
- Besonderheit ist der Zweiteiler „Lauras Eifersucht“: Caroline bringt mit Charles jr. den von Charles langersehnten Sohn auf die Welt, der jedoch nach kurzer Zeit stirbt.
- ebenfalls treten auf: Familie Oleson, Eva Beadle, Doktor Baker, Mr. Edwards, Grace Snider, Reverend Alden, Lars Hanson

Staffel 2 (1975–1976, Folge 25–46)
- ausführlich wird hier die Geschichte der Waisenkinder Carl, John jr. und Alicia erzählt, die nach dem Tod ihrer Mutter bei den Edwards ein neues Zuhause finden
- zusätzlich tritt auf: Ebenezer Sprague

Staffel 3 (1976–1977, Folge 47–68)
- besondere Episoden: die Zweiteiler „Die Bedrohung“ und „Goldsucher unterwegs“
- beinhaltet die 90-Minuten-Folge „Verletzt in der Wildnis“: Charles und Laura sind in der Wildnis unterwegs, wo Charles durch einen Unfall schwer verletzt wird.

Staffel 4 (1977–1978, Folge 69–90)
- besondere Episoden: der Zweiteiler „Mary“: Mary erblindet, besucht die Blindenschule und lernt dort Adam Kendall, ihren späteren Mann, kennen.
- beinhaltet die 90-Minuten-Folgen „Der Preisboxer“ und „Zwei Mütter für ein Baby“
- Auftritt der Familie Garvey

Staffel 5 (1978–1979, Folge 91–114)
- mehrere Folgen der Staffel spielen nicht auf der Farm und im Dorf Walnut Grove, sondern in der Stadt Winoka
- besondere Episoden: die Zweiteiler „Die Stadt“, „Heimweh“ und „Die Reise nach Walnut Grove“
- Mary und Adam heiraten, die Ingalls nehmen Albert bei sich auf.
- beinhaltet die 90-Minuten-Folge „Die Märchenschwester“
- zusätzlich tritt auf: Hester Sue Terhune

Staffel 6 (1979–1980, Folge 115–138)
- besondere Episoden: die Zweiteiler: „Der Schulanfang“, „Die Feuersbrunst“ und „Er liebt mich, er liebt mich nicht“
- zusätzlich treten auf: Almanzo Wilder, Eliza Jane Wilder

Staffel 7 (1980–1981, Folge 139–160)
- besondere Episoden: die Zweiteiler: „Laura und Almanzo“, „Das Licht des Himmels“, „Sylvia“ und „Die Waisenkinder“
- zusätzlich treten auf: Percival Dalton, James und Cassandra Cooper

Staffel 8 (1981–1982, Folge 161–182)
- besondere Episoden: die Zweiteiler „Die neue Nellie“, „Vom Schicksal gebeutelt“ und „Warten auf ein Wunder“
- die letzte Staffel, in der die Familie Ingalls eine zentrale Rolle spielt
- zusätzlich treten auf: Nancy Oleson, Mr. Edwards

Staffel 9 (1982–1983, Folge 183–204)
- besondere Episoden: die Zweiteiler „Veränderte Zeiten“ und „Gift für den Körper“
- diese Staffel ist speziell auf die Familie Wilder zugeschnitten
- zusätzlich treten auf: Familie Carter, Jenny Wilder und Mathew Rogers

Fernsehfilme (1983/84)
- „Alberts Wille“ (Little House: Look Back to Yesterday, 1983)
- „Das Ende von Walnut Grove“ (The Last Farewell, 1984)
- „Wo ist Rose?“ (Bless All the Dear Children, 1984)

## Trivia
- Michael Landon war so von Melissa Gilbert überzeugt, dass er nur ihr Bewerbungsvideo weitergab.
- Alison Arngrim (Nellie Oleson) sprach zuerst für die Rollen der Mary und Laura vor, wurde jedoch abgelehnt.
- Unsere kleine Farm wurde in 110 Ländern ausgestrahlt.
- Michael Landons Tochter Leslie erhielt später eine feste Rolle als Etta Plum, sein Sohn Michael Landon Jr. hatte einen Gastauftritt in der Serie.
- In Japan wurde 1975 eine 26-teilige Zeichentrickserie produziert, die ebenfalls auf den Büchern von Laura Ingalls Wilder basiert (草原の少女ローラ Sōgen no Shōjo Rōra/Laura)[8][9]
- Anders als in der Serie hatte die historische Mary Ingalls keine Kinder und war nie verheiratet.
- Ebenfalls eine Erfindung der Serie sind die adoptierten Ingalls-Kinder Albert, James und Cassandra, sowie die Garveys, die Carters und Jenny Wilder.
- Die Außenaufnahmen wurden hauptsächlich auf der Big Sky Movie Ranch[10] in Kalifornien gedreht, die Stadtszenen von Winoka in den Old Tucson Studios und die Innenaufnahmen in den Paramount Studios in Hollywood.
- In der Folge Der Mann des Himmels (Staffel 3) haben Johnny Cash und seine Frau June Carter Cash einen Gastauftritt.
- Matthew Labyorteaux spielte in zwei Folgen Charles Ingalls als Junge, bevor er die Rolle des Albert übernahm.
- David Rose produzierte den Soundtrack zur Serie. Sein Lied Do you love me? wurde in der Serie immer wieder verwendet.
- Michael Landon wurde im Jahr 2004 für seine Rolle des Charles Ingalls auf den 4. Platz der „50 Greatest TV Dads of All Time“ gewählt.
- Die Titelmelodie der Serie wurde bereits 1969 sowie 1971 in den Bonanza-Folgen Eine eigensinnige Frau und Der Beste für den Job und 1972 in Joe Cartwrights Hengst verwendet.
- Von 1981 bis 1983 produzierte Michael Landon die Fernsehserie Vater Murphy (im Original: Father Murphy). Merlin Olsen übernahm die Titelrolle, eine ähnliche Figur wie in Unsere kleine Farm.[11] Auch Moses Gunn wirkt in Vater Murphy in einer Hauptrolle mit, doch auch er verkörperte dort eine andere Figur als in Unsere kleine Farm. Entsprechend häufig wird Vater Murphy fälschlich als Spin-off von Unsere kleine Farm bezeichnet.[12]
- Die Serie wurde im deutschsprachigen Raum wie in vielen anderen Ländern jahrzehntelang immer wieder wiederholt und läuft im deutschsprachigen Fernsehen auch heute noch regelmäßig im Fernsehen, so z. B. auf Sat.1 Gold.
- Die Serie wird auch mehrfach in The Big Bang Theory thematisiert. So ist bekannt, dass es die Lieblingsserie von Amy Farrah Fowler aus Kindheitstagen und auch noch heute ist.[13][14][15][16]
- Für die Ausstrahlung in Deutschland wurde ein Großteil der Episoden um wenige Minuten gekürzt. Auch auf DVD wurden diese Fassungen veröffentlicht. Ab dem 3. Juni 2019 zeigte der Pay-TV-Sender TNT Serie erstmals die ungekürzten Fassungen aller Folgen in HD-Qualität. Dabei wurden die seinerzeit nicht synchronisierten Teile im Originalton belassen und mit Untertiteln versehen.
- 2004 wurde unter dem Titel Unsere kleine Farm (Laura Ingalls Wilder’s Little House on the Prairie) eine Neuauflage als Miniserie mit den Schauspielern Cameron Bancroft, Erin Cottrell, Kyle Chavarria und Danielle Ryan Chuchran veröffentlicht.[17]
- Ende Januar 2025 wurde bekannt, dass Netflix die Produktion einer Neuauflage der Serie in Auftrag gegeben hat. Verantwortlich ist die Drehbuchautorin und Produzentin Rebecca Sonnenshine.[18]

## Auszeichnungen
- 1976: TP de Oro: Mejor Actriz Extranjera (Beste ausländische Schauspielerin), Karen Grassle
- 1976: TP de Oro: Mejor Serie Extranjera (Beste ausländische Serie)
- 1978: Emmy: „Beste Kamera-Arbeit“, Ted Voightlander, Episode: Der Preisboxer
- 1979: Emmy: „Beste Kamera-Arbeit“, Ted Voightlander, Episode: Der Kunsttischler
- 1979: Emmy: „Beste Musik“, David Rose, Episode: Der Kunsttischler
- 1980: TP de Oro: Mejor Actriz Extranjera (Beste ausländische Schauspielerin), Melissa Sue Anderson
- 1981: Western Writers of America Spur Award: „Beste Fernseh-Drehbuch“, Michael Landon, für die Episode „Die Feuersbrunst“
- 1982: Emmy: „Beste Musik“, David Rose, Episode: Warten auf ein Wunder (Teil 2)
- 1983: Young Artist Award: Beste junge Darstellerin in einer Serie, Melissa Gilbert
- 1984: Young Artist Award: Beste junge Darstellerin in einer Serie, Melissa Gilbert
- 2002: Young Artist Award: „Lebenswerk als ehemaliger Kinderstar“, Alison Arngrim